# DeWitt Motor Company

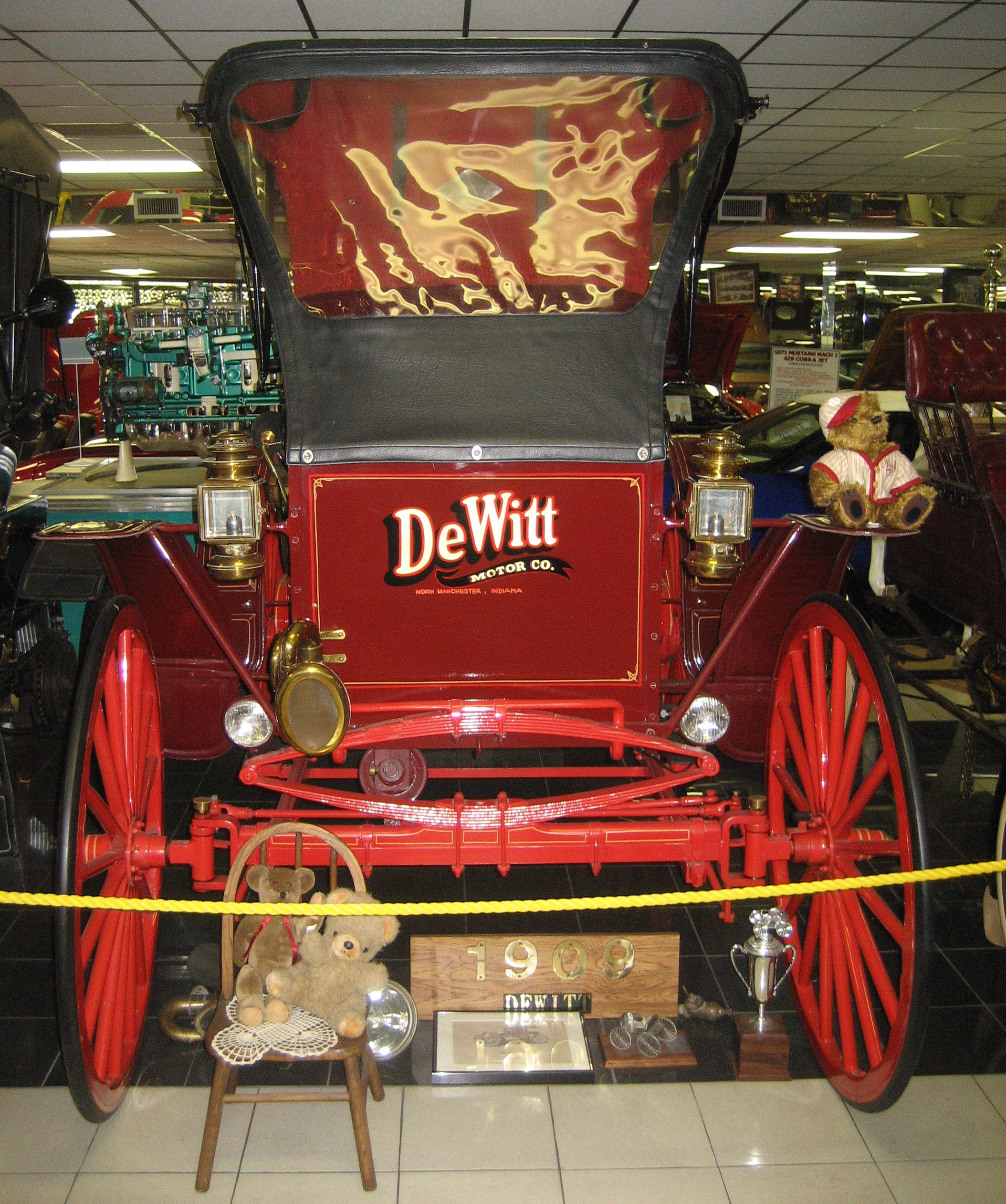
Model produït per la marca.

DeWitt Motor Company va ser una marca d'automòbils que va operar en una fàbrica a North Manchester, Indiana des del 1908 fins al 1910.
Al llarg de la seva curta història, DeWitt Motor Company va produir dos models de vehicles: un automòbil i un camió lleuger, ambdós de dues places. Tots dos eren vehicles de roda alta que s'assemblaven molt als buggies característics de l'època, i que funcionaven amb un motor simple de 2 cilindres.
Quan es van començar a fabricar hi havia la idea que els cotxes de DeWitt Motor Company representaven el futur immediat de la industria automobilística. La capacitat de la companyia es va estimar en una producció diària de quatre vehicles. Amb poc temps, però, el públic va començar a mirar amb reticències els vehicles de rodes altes i el somni de la companyia es va esvair.
El 5 de maig de 1910, un incendi va destruir completament l'edifici de la fàbrica de DeWitt. La fàbrica no va ser mai reconstruïda, en part perquè els cotxes de roda alta ja estaven perdent popularitat.
La companyia va néixer i va rebre el nom de Virgil DeWitt, un immigrant suec als Estats Units.